# Fieldrunners 2
Fieldrunners 2 es un videojuego de defensa de torres, la secuela de Fieldrunners, y fue desarrollado y distribuido por Subatomic Studios. Fue lanzado el 19 de julio de 2012 como un título de iOS, específicamente diseñado para iPhone y iPod Touch. Es el tercer lanzamiento del desarrollador Subatomic Studios. Se lanzó una versión para PlayStation Vita en diciembre de 2014.

## Jugabilidad
Fieldrunners 2 ofrece 25 niveles con 4 zonas y fondos diferentes. Los jugadores podrán elegir como mucho 6 tipos de armas y 3 tipos de ítems consumibles al principio de cada nivel. Fieldrunners 2 también le ofrece 3 niveles de dificultad a los jugadores, los cuales son los modos casual, duro y heroico. Como en cualquier juego de defensa de torres, los jugadores escogen una torre y la colocan en el mapa, esperan a que los enemigos comiencen a caer, y ganarán más dinero para construir más torres.
Los jugadores perderán el juego cuando hayan escapado más de 20 enemigos. Si los jugadores ganan, recibirán 1 estrella en modo casual, 2 estrellas en modo duro, o 3 estrellas en modo heroico. Los jugadores pueden elegir seguir jugando en el modo sin fin luego de pasar cada nivel. Sin importar si los jugadores pasan el nivel o no, el juego les dará una cierta cantidad de monedas de acuerdo con su desempeño. Los jugadores pueden usar monedas y estrellas obtenidas para comprar torres más poderosas. Fieldrunners 2 ofrece 25 tipos de armas y 5 tipos de ítems. Cada uno de ellos tiene un rango, efecto y debilidad.
Comparado con su predecesor, Fieldrunners 2 presenta mejoras. Ofrece tres veces más variedades de torres y enemigos. El juego admite los sistemas de iPhone, iPod touch y iPad (incluyendo los últimos iPhone y iPad con muestra de retina). Una de las mayores mejoras es la incorporación de un marcador de camino. En el juego original, el flujo sin fin de enemigos siempre seguiría un camino específico hasta chocar con algo. En Fieldrunners 2, los pequeños soldados, tanques y motocicletas pasarán por el campo de batalla de forma más realista, cambiando su ruta constantemente dependiendo de dónde coloquen las torres los jugadores.

### Mapas
La mayoría de los 25 niveles siguen el estilo tradicional de defensa de torres. Los mapas principales le encargarán al jugador sobrevivir a 60 o 70 oleadas con el límite de solo 20 enemigos que podrán escapar. Sin embargo, algunos mapas exigirán proteger rutas múltiples, mientras que otros dejarán al jugador construir laberintos de la muerte con sus torres. Existen niveles de muerte súbita, donde el jugador deberá sobrevivir una oleada interminable de enemigos por una cierta cantidad de tiempo. También existen mapas de puzles que le piden a los jugadores guiar a los enemigos por medio de barreras de láseres o un campo abierto.

## Lanzamiento
Desde su primer lanzamiento en iOS el 1 de octubre de 2008, Fieldrunners ha sido porteado a un total de nueve plataformas para consolas, PC y teléfonos móviles. El uso de la plataforma Steam unificó los esfuerzos de desarrollo en Windows, Mac y Linux. Fieldrunners 2 fue lanzado exclusivamente en iOS y luego en Steam el 10 de enero de 2013. Subatomic Studios lanzó el juego para Android el 24 de abril. La versión de BlackBerry 10 fue lanzada el 29 de agosto. Se planeó una versión para PlayStation Vita en 2013, pero fue cancelada hasta que finalmente fue lanzada en Europa el 17 de diciembre de 2014.

## Recepción
Fieldrunners 2 reibió «reseñas generalmente positivas» para iOS y «mixtas o medias» para PC, de acuerdo con el sitio web agregador de reseñas Metacritic.